# Abd-al-Aziz al-Mansur
Al-Mansur Abu-l-Hàssan Abd-al-Aziz ibn Abd-ar-Rahman ibn Muhàmmad ibn Abi-Àmir al-Mútamin Dhu-s-Sabiqatayn (àrab: المنصور أبو الحسن عبد العزيز بن عبد الرحمن بن محمد بن أبي عامر, al-Manṣūr Abũ al-Ḥasan ʿAbd al-ʿAzīz b. ʿAbd ar-Raḥmān b. Muḥammad b. Abī ʿĀmir), més conegut simplement com a Abd-al-Aziz al-Mansur (vers 1005 - gener de 1061) fou el primer rei amírida de Balànsiya (abril de 1021-gener de 1061). Fill d'Abd-ar-Rahman Sanxuelo i, per tant, net d'Almansor, és considerat el primer rei de València, malgrat que ell mai es va proclamar com a tal.

## Història
Durant l'agonia del Califat de Còrdova, una sèrie de governants esclaus es van succeir en el govern de València. Buscant una certa estabilitat política, els notables de la zona van elegir un membre d'un llinatge gloriós, com era Abd-al-Aziz. En el moment de la seva proclamació tenia una edat de 14 o 15 anys, i havia viscut refugiat en la Taifa de Saragossa. El seu nomenament, però, no va ser acceptat ni per Mujàhid de Dénia ni per Khayran as-Saqlabí de Múrcia-Almeria.
Al començament del seu regnat, va reconèixer com a califa al-Qàsim ibn Hammud, que el va confirmar en el seu càrrec.
En 1038, a la mort del rei d'Almeria i Múrcia, Zuhayr as-Saqlabí, Abd-al-Aziz es va annexionar els seus dominis. D'aquesta manera els seus territoris envoltaven els de Mujàhid de Dénia que no va acceptar la situació i el va atacar obligant-lo a firmar un tractat de pau. Les relacions entre ells mai van ser bones.
En 1047, el seu governador d'Almeria (i cunyat) Man ibn Muhàmmad, es declarà independent. Múrcia però, continuava en poder d'Abd-al-Aziz (almenys nominalment), sota governadors de la família Banu Tahir.
El seu regnat va ser en general pacífic, gràcies, entre altres coses, a una encertada política matrimonial. Segons Sanchis Guarner, durant el regnat d'aquest sobirà, aquesta taifa va conéixer el període de major esplendor. Les cròniques àrabs de l'època retraten els musulmans valencians com d'elegant aspecte i gent rica, que disposava en les seues cases de tots els atifells i estris de luxe i de plaer, i adquirien qualsevol novetat exòtica que hi apareguera. Va fer importants obres públiques com el palau reial –Almúnia, en àrab–, segons el costum dels sobirans àrabs com un lloc d'esbarjo fora de la ciutat, –on abans hi havia el Palau del Real de València i ara el jardí de Vivers. L'arabista Henri Pérès en el seu llibre Esplendor d'al-Andalus, parla de la bellesa i grandiositat del palau, que "comprenia un gran jardí plantat d'arbres fruiters i flors i un riu que el travessava, i en el centre es trobava el palau, amb pavellons ricament decorats, que s'obrien al jardí". Durant el regnat d'aquest rei també s'alçà la murada islàmica de València, de la qual encara queden alguns llenços i torres en l'actualitat i que van fer de València una de les ciutats millor fortificades d'al-Andalus.
Va morir en gener de 1061, i el va succeir son fill Abd-al-Màlik al-Mudhàffar. Un altre fill d'Abd-al-Aziz, Abu-Bakr, també arribà a ser rei de la taifa.